# Parc national Jigme Dorji
Le parc national Jigme Dorji (JDNP), nommé d'après Jigme Dorji Wangchuck, est le deuxième plus grand parc national du Bhoutan. Il occupe la quasi-totalité du district de Gasa, ainsi que les zones nord des districts de Thimphu, de Paro, de Punakha et de Wangdue Phodrang. Il a été créé en 1974 et s'étend sur 4316 km², couvrant ainsi les trois zones climatiques du Bhoutan, avec une altitude allant de 1400 à plus de 7000 mètres. Environ 6 500 personnes réparties dans 1 000 foyers vivent dans le parc, de l'agriculture et de l'élevage de subsistance. Le parc figure sur la liste indicative du Bhoutan pour l'inscription à l'UNESCO,.

## Faune et flore

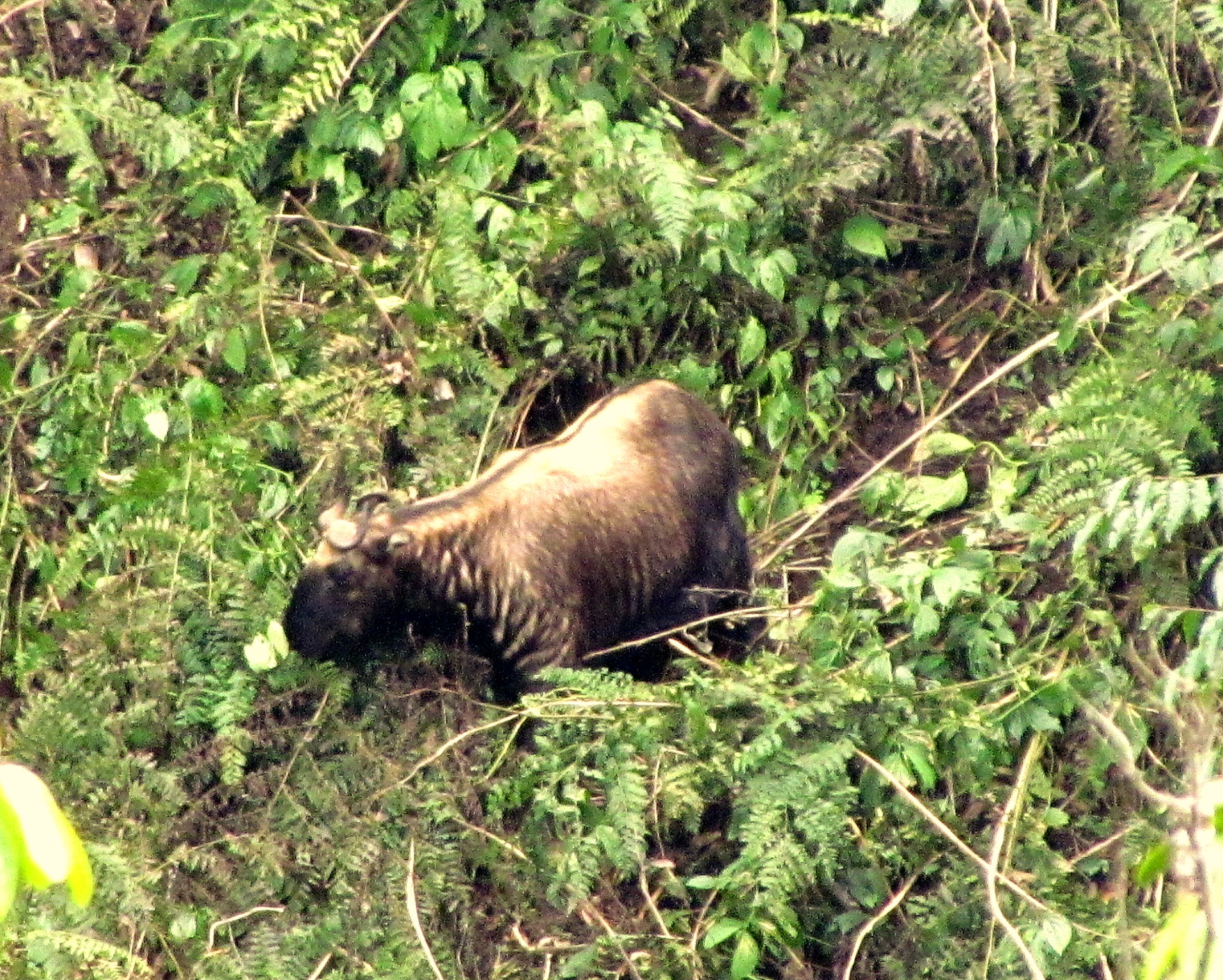
Takin du Bhoutan.

Le parc est le sanctuaire de 37 espèces connues de mammifères, dont plusieurs espèces en danger, menacées ou vulnérables, comme le takin du Bhoutan, la panthère des neiges, la panthère nébuleuse, le tigre du Bengale, le bharal, le porte-musc noir, l'ours noir de l'Himalaya, le panda rouge, le dhole d'Ussuri et le linsang tacheté. Il abrite également le léopard indien, le saro de l'Himalaya, le sambar, le cerf aboyeur, le goral de l'Himalaya, la marmotte de l'Himalaya, le pika de l'Himalaya et plus de 300 espèces d'oiseaux. C'est également le seul parc du Bhoutan où l'animal national (takin), la fleur (pavot bleu), l'oiseau (corbeau) et l'arbre (cyprès) existent ensemble ,.

## Sites culturels
Jigme Dorji contient également des sites d'importance culturelle et économique. Le mont Jomolhari et le mont Jitchu Drake sont vénérés comme étant la demeure de la divinité locale. Les forteresses de Lingshi Dzong et Gasa Dzong sont des sites d'importance historique. Les rivières Mo Chhu, Wangdi Chhu et Pa Chhu prennent leur source dans les lacs glaciaires situés dans le parc,.

## Glaciers

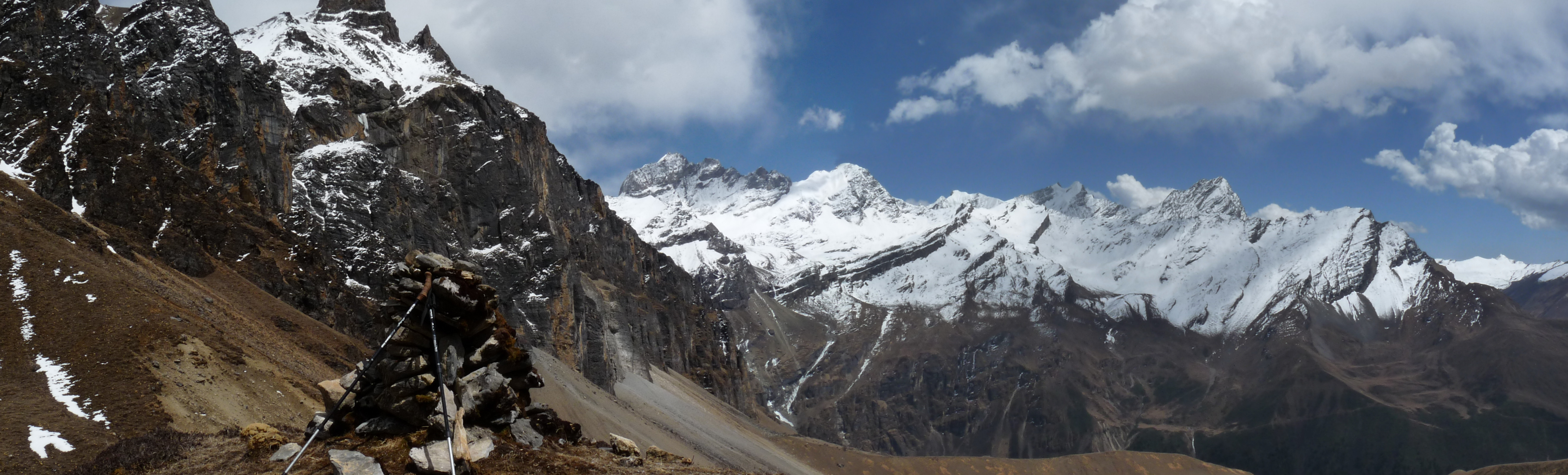
Pics de l'Himalaya dans le parc national.

Le parc national Jigme Dorji couvre la majeure partie du nord du district de Gasa, y compris la majeure partie des gewogs de Lunana et de Laya. Ces gewogs sont le lieu de certains des glaciers les plus remarquables et les plus précaires du Bhoutan. Ces glaciers ont dégelé de manière significative au cours de l'histoire, provoquant des inondations mortelles et destructrices dues aux débordements des lacs glaciaires. Les principaux glaciers et lacs glaciaires du parc sont le Thorthormi,, Luggye, et Teri Kang. Selon les saisons, des camps temporaires d'ouvriers travaillent dans le parc pour réduire les niveaux d'eau afin d'atténuer la menace d'inondation en aval.